# Music Encoding Initiative
Pour les articles homonymes, voir MEI.
Music Encoding Initiative (MEI) est un projet open source visant à créer un système de représentation interne de documents musicaux. MEI s'appuie fortement sur le travail effectué par les chercheurs en littérature au sein de Text Encoding Initiative (TEI), et alors que les deux initiatives de codage ne sont pas formellement liées, elles partagent de nombreuses caractéristiques et des pratiques de développement communes.
Le terme "MEI", comme "TEI", décrit à la fois l'organe de gouvernance et le langage de balisage.
La communauté MEI sollicite pour ses travaux et ses futurs développements, des spécialistes et diverses communautés en recherche musicale, y compris des techniciens, des bibliothécaires, des historiens et des théoriciens, pour discuter et définir les meilleures pratiques permettant de représenter une large gamme de documents et de structures musicales.
Les résultats de ces discussions sont ensuite formalisés dans le schéma MEI, un ensemble de règles pour l'enregistrement des caractéristiques syntaxiques et sémantiques des documents de notation musicale. Ce schéma est exprimé dans un langage XML Schema, RelaxNG étant le format préféré. Le schéma MEI lui-même, est développé à l'aide du format One-Document-Does-it-all (ODD), un format XML de Programmation lettrée, développé par le Text Encoding Initiative.
Le format MEI est souvent utilisé pour des catalogues de métadonnées musicales, des éditions critiques (en particulier de musique ancienne) et pour la collecte et l'échange de données musicales issues d'un traitement par OMR,.
Verovio est une bibliothèque portable et légère pour le rendu des fichiers MEI (Music Encoding Initiative) par transformation au format Scalable Vector Graphics.